# Periaeschna laidlawi
Periaeschna laidlawi – gatunek ważki z rodziny żagnicowatych (Aeshnidae). Opisał go w 1908 roku Friedrich Förster pod nazwą Caliaeschna laidlawi; jako miejsce typowe wskazał Camp Ior w górach na Półwyspie Malajskim.